# Tommy Thelin
Tommy Thelin (sinh ngày 22 tháng 9 năm 1983) là một cầu thủ bóng đá người Thụy Điển thi đấu cho Jönköpings Södra. Anh trai của anh, Jimmy là một cựu cầu thủ bóng đá và hiện tại là huấn luyện viên của Elfsborg.